# Maximilian Zitter
Maximilian Zitter (* 7. August 1901 in St. Veit an der Glan; † 30. Juni 1942 in Wien) war ein österreichischer Gemeindebeamter und Widerstandskämpfer gegen das NS-Regime. Er wurde von der NS-Justiz zum Tode verurteilt und war einer von zehn Eisenbahnern, die am 30. Juni 1942 im Wiener Landesgericht geköpft wurden.

## Leben
Nach dem Überfall Deutschlands auf die Sowjetunion am 22. Juni 1941 wurden im Bereich der Reichsbahndirektion Villach eine Reihe von Beschädigungen an Eisenbahnzügen, insbesondere an Wehrmachtzügen, registriert. Die sofort einsetzenden Ermittlungen führten zur Verhaftung mehrerer Eisenbahner, darunter auch des Kärntner Zugführers Maximilian Zitter. Obwohl das „absichtliche Abhören“ ausländischer Radiosender im NS-Regime strengstens verboten war und in „besonders schweren Fällen“ mit dem Tod bestraft wurde, hörte Zitter Anfang Juli 1941 über einen „Feindsender“ einen Aufruf zur Sabotage an Wehrmachtzügen. Er sprach auch mit zwei Kollegen über mögliche Aktionen, einer davon informierte weitere Eisenbahnangestellte über dieses Gespräch. Der Kreis der Mitwisser erweiterte sich und Zitter wurde am 5. Oktober 1941 verhaftet.

### Todesurteil und Hinrichtung
Zitter wurde am 25. April 1942 vom Reichskriegsgericht wegen „Rundfunkverbrechens, erschwerter Vorbereitung zum Hochverrat und Begünstigung des Feinds“ zum Tode verurteilt, obwohl ihm keine Sabotagehandlungen nachgewiesen werden konnten. Gegen weitere neun von insgesamt 15 Angeklagten wurde ebenfalls die Todesstrafe verhängt: 

„Er unternahm angeblich nichts mehr, um seine Pläne zu verwirklichen. Er tat aber auch nichts, um Auswirkungen seiner Gespräche [...] zu verhindern. Er wurde auch nicht tätig, als er später mehrfach hörte, dass auf der Strecke Bruck a. d. Mur – Villach und Klagenfurt tatsächlich Bremsleitungen durch Entfernen der Dichtungsringe und durch Durchschneiden der Schläuche unbrauchbar gemacht wurden, so, wie er es besprochen und vorgeschlagen hatte. [...] Die Angeklagten [...], die die Anschläge entweder selbst durchgeführt oder doch andere zur Verübung von solchen Anschlägen verleitet und aufgereizt haben, werden für ihre Verbrechen mit dem Tode bestraft. In dem jetzigen Krieg, dem Schicksalskampf um Sein oder Nichtsein des Deutschen Volkes, der vollen und unbedingten Einsatz aller zur Erringung des Sieges erfordert, haben sich die Angeklagten gegen ihr Vaterland gestellt.“

Die drakonischen Strafen sollten abschreckende Wirkung vor weiteren Sabotageakten entfalten – im Urteil wurden für den Zeitraum von Juli bis Dezember 1941 fast 400 Fälle angegeben:

„Nicht zuletzt muss auch bedacht werden, dass sich Beschädigungen an Eisenbahnwagen in dem hier in Frage stehenden Gebiet der Reichsbahndirektion Villach bis in die Tage dieser Hauptverhandlung ereignet haben. Den Urhebern dieser Verbrechen muss deutlich vor Augen geführt werden, dass gerade in diesem Gebiet eine Nachsicht auf keinen Fall geübt wird, damit dem verbrecherischen Treiben endlich Einhalt geboten wird.“

Maximilian Zitter und die mit ihm zum Tode verurteilten neun Eisenbahner wurden am 30. Juni 1942 ab 5 Uhr früh im Wiener Landesgericht mit dem Fallbeil hingerichtet.

## Denkmal für den Großvater
Sein Name findet sich auf der Gedenktafel im ehemaligen Hinrichtungsraum des Wiener Landesgerichts. Eine weitere Gedenktafel am St. Veiter Bahnhof erinnert an die damals Hingerichteten.
Nachdem sein Enkel Armin M. Zitter, Vorstand eines internationalen Elektronik-Unternehmens, in Pension gegangen war, hatte er genügend Zeit, um die Geschichte seines Großvaters zu recherchieren. Das Ergebnis war ein 530 Seiten umfassender Tatsachen-Roman mit dem Titel: Flieg, Schwalbe, flieg und erschien 2012 in der Edition Hadrianneo. Ein Zitat des Autors:

„Ich schildere auf Basis von Originaldokumenten den Prozess in Klagenfurt, die Folter, das Urteil; aber auch ein Leben in Angst und grausamer Brutalität - bis hin zur Hinrichtung.“

## Nachweise
1. ↑  Nachkriegsjustiz, abgerufen am 12. April 2015

| Personendaten    | Personendaten                                                                     |
| ---------------- | --------------------------------------------------------------------------------- |
| NAME             | Zitter, Maximilian                                                                |
| KURZBESCHREIBUNG | österreichischer Eisenbahner und Widerstandskämpfer gegen den Nationalsozialismus |
| GEBURTSDATUM     | 7. August 1901                                                                    |
| GEBURTSORT       | St. Veit an der Glan                                                              |
| STERBEDATUM      | 30. Juni 1942                                                                     |
| STERBEORT        | Wien                                                                              |